# ジョエル・ロバーツ・ポインセット

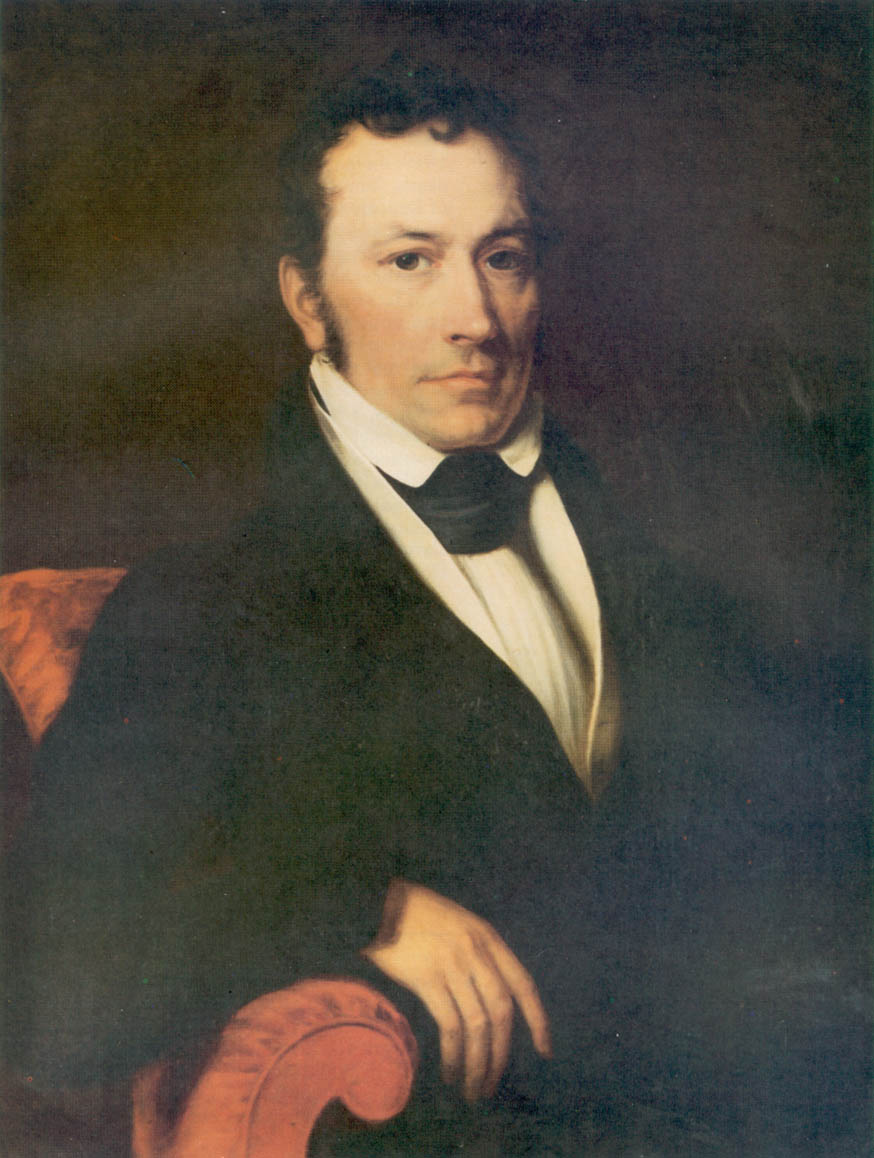
ジョエル・ロバーツ・ポインセット

ジョエル・ロバーツ・ポインセット（Joel Roberts Poinsett, 1779年3月2日 - 1851年12月12日）は、アメリカ合衆国の医師、植物学者、政治家。1837年から1841年まで第15代アメリカ合衆国陸軍長官を務めた。

## 生い立ち
1779年3月2日、ポインセットはサウスカロライナ州チャールストンにおいて誕生した。父親はサウスカロライナ出身の医師エリシャ・ポインセット (Elisha Poinsett) 、母親はイングランド出身の女性アン・リチャーズ (Ann Richards) であった。ポインセットはコネチカット州やヨーロッパで教育を受け、医学と法律の専門的知識を身につけた。

## 初期の経歴
1809年、ポインセットはジェームズ・マディソン大統領から特別調査官に任命され、南米諸国の独立・革命の可能性についての調査を任された。ポインセットは1810年から1814年まで南米諸国を歴訪し、1815年にサウスカロライナに帰国した。ポインセットは1816年から1820年までサウスカロライナ州下院議員を務め、1818年から1820年まではサウスカロライナ公共事業委員会にも参加した。ポインセットは1821年から1826年まで連邦下院議員を務めた。

## メキシコ駐在時代
ポインセットは1822年から1823年まで駐メキシコ特使を務め、1825年に初代駐メキシコ公使として任命を受けた。その際、大統領からメキシコ国内で混乱を起こし、その混乱に乗じてアメリカ合衆国が乗っ取る計画も含まれていた。ポインセットは反政府側に付き、政治的混乱を焚き付けたが、やがて政府軍にその活動を見破られ国外退去の処分となった。アメリカ合衆国に戻るときに南部の街タスコを訪れた。その際、冬場に赤い花（正しくは総苞）を咲かせるトウダイグサ科の植物を発見し、アメリカ合衆国に持ち帰り、広めた。その後この植物の花は、クリスマス時期に咲く赤い花として世界的に普及していった。この植物は、ポインセットの名に因んで、ポインセチアと命名された。

## サウスカロライナ州での政治
1830年、ポインセットはサウスカロライナに帰国した。ポインセットは連邦主義を支持し、連邦法無効論をめぐる議論を引き起こした。ポインセットは1830年から1831年まで再びサウスカロライナ州下院議員を務めた。ポインセットは1833年10月24日に連邦上院議員ラルフ・イザードの娘メアリーと結婚した。

## アメリカ合衆国陸軍長官
ポインセットは1837年3月7日から1841年3月5日まで、マーティン・ヴァン・ビューレン大統領の下で陸軍長官を務めた。ポインセットはミシシッピ川以西に住むインディアンに対して立ち退きの要求を繰り返し行い、セミノール戦争ではアメリカ陸軍を統括した。ポインセットは軍隊を主要地点に集結させて統制する方法を好み、部隊の分散を抑制した。またポインセットは1821年の軍隊組織法によって認可されていた軽砲を実戦部隊に採用した。
陸軍長官退任後、ポインセットはサウスカロライナへ戻り、ジョージタウンでのプランテーション経営に退いた。

## 晩年
1851年、ポインセットはサウスカロライナ州ステイトバーグにおいて死去した。ポインセットの遺体はステイトバーグのホーリークロス聖公会墓地に埋葬された。